# Callimedusa duellmani
Phyllomedusa duellmani é uma espécie de anfíbio da família Phyllomedusidae.
Essa rã arborícola é encontrada no Peru.
Os seus habitats naturais são: regiões subtropicais ou tropicais húmidas, montanhas, rios, pântanos de água doce, alagados de água doce  intermitentes. Esta espécie é ameaçada por perda de habitat.